# Krocodylus
Blood Surf é um filme norte-americano de 2000 dirigido por James D.R. Hickox do gênero suspense.

## Enredo
Além das ondas perfeitas, os surfistas Bog e Jeremy adoram também o perigo. Desta vez, acompanhados de câmeras, embarcam rumo a uma paradisíaca ilha deserta infestada de tubarões. Mas ao atracarem na ilha, se deparam com uma terrível criatura: um enorme e perigoso crocodilo de água salgada que passa a caçá-los. Como escapar de uma criatura que ataca tanto no mar quanto na terra? 

## Elenco
- Dax Miller como Bob Hall
- Kate Fisher como Cecily Herrold
- Joe West como Jeremy
- Duncan Regehr como John Dirks
- Matthew Borlenghi como Zack Jardine
- Taryn Reif como Arti
- Maureen Larrazabal como Lemmya Lofranco
- Cris Vertido como Sonny Lofranco[1]

## Detalhes
• Direção: James D.R. Hickox

• Roteiro: Sam Bernard, Robert L. Levy

• Gênero: Suspense/Terror

• Origem: Estados Unidos

• Duração: 84 minutos

• Tipo: Longa-metragem/Direto para vídeo